# Bart Conner
Bart Conner (Morton Grove (Illinois), Estados Unidos, 28 de marzo de 1958) es un gimnasta artístico estadounidense, especialista en la prueba de barras paralelas, con la que ha logrado ser campeón olímpico en 1984 y campeón mundial en 1979.
Actualmente posee y opera el "Bart Conner Gymnastics Academy" en Norman (Oklahoma) junto con su esposa, la rumana medallista olímpica Nadia Comăneci.  Además, ambos están Implicados en las Olimpiadas Especiales.

## Educación e Infancia
Bart Conner se crio en Morton Grove, Illinois. Según el experto en desarrollo de la creatividad Ken Robinson Bart descubrió a la temprana edad de 6 años que tenía la capacidad de bajar las escaleras andando sobre sus manos con la misma facilidad que con la que se anda con los pies. A la edad de 8 años su madre le planteó a la escuela local que fuera trasladado al centro gimnástico YMCA de la ciudad de illinois. Más tarde se incorporó al equipo de gimnasia en la Niles West High School 
de la cual se graduó en 1976.
Más tarde se incorporó en la Universidad de Oklahoma para trabajar con el entrenador Paul Ziert en el equipo de gimnasia. finalmente fue graduado de la University of Oklahoma en 1984. En 1981 ganó el Nissen Award como el mejor gimnasta de Estados Unidos

## Carrera en la Gimnasia
Ganó en 1972 el "Junior National Championships" a la edad de 14 años y el "U.S Gymnastics Federation All-Around Championship" a la edad de 17 años siendo el miembro más joven del equipo olímpico durante la Juegos Olímpicos de verano 1976. También ganó la medalla de Oro en equipo de los juegos Panamericanos de 1975
A pesar de que calificó para los Juegos Olímpicos  de Verano de 1980, no participó debido al boicot de la olimpiada. Durante las Olimpíadas de Verano de 1984, ganó dos medallas de Oro para el Equipo "All-Around" y para las barras paralelas en la categoría masculina Su victoria en las barras paralelas ayudaron a "los EE.UU. para ganar su primera medalla de oro en gimnasia Olímpica para los hombres en sus últimos 80 años." También demostró un movimiento original llamado el "Conner spin” durante las olimpíadas de 1984.
Conner es un altamente condecorado gimnasta quien ganó “medallas en cada nivel de competición nacional e internacional.” Algunos de sus honores incluyen “Introducción al USOC Olympic Hall of Fame (1991), The USA Gymnastics Hall of Fame (1996), ñOklahoma Sports Hall of Fame (1997),  y la International Gymnastics Hall of Fame (1997).”

## Nadia Comăneci

### Copa americana
En marzo de 1976, Nadia Comăneci compitió en la edición inaugural de la Copa Americana en Madison Square Garden en la Ciudad de Nueva York. Recibió la puntuación fuera de lo común de 10, el cual significa una rutina perfecta sin ningún tipo de deducciones. Fue en este evento cuando Nadia Comăneci conoció a Bart Conner. Ella cumplía 14 y Conner celebraba su 18º cumpleaños. Ambos ganaron la copa de plata y fueron fotografiados juntos. Unos cuantos meses más tarde, ambos participaron en la olimpiada de Verano de 1976 que  Comăneci dominó mientras Conner era una figura menor. Conner más tarde declaró que "Nadie me conoce, y [Comăneci] precisamente no me presta atención".

### Nadia '81
En 1981, La Federación de Gimnasia contactó a Comăneci y le dijo que iría en una visita oficial a los Estados Unidos. Este evento fue denominado "Nadia '81," dirigido por sus entrenadores Béla y Márta Károlyi. Durante esta visita, Comăneci compartió un viaje en autobús con gimnastas estadounidenses, y esto le dio la oportunidad de encontrarse con Conner por segunda vez (desde su primera reunión en 1976). Más tarde Nadia recordó creer que Conner era "lindo, por lo que estuvo comentando con los demás deportistas a lo largo del trayecto en el autobús que él era bastante amistoso y gracioso".

### 1990-presente
El 27 de noviembre de 1989, Comăneci desertó de la delegación de Rumania junto con otros rumanos guiados por Constantin Panait, un rumano 
que había logrado la ciudadanía americana después de desertar. Comăneci lo conoció en una fiesta ofrecida por amigos de ella; cambió de idea sobre el tema  y conoció 
a algunos rumanos miembros del partido con quienes habló. Comăneci nota en sus memorias que su primera impresión de Panait fue positiva aun cuando pudiera ser que "parezca bueno y creíble porque ahora es americano."  Después de conocer Panait, su hermano Adrian le dijo que "Constantin era el mejor. No era un bluff. Había otros seis rumanos que también habían planeado confiarle sus vidas." Comăneci entonces empezó un largo período de  planificación de su huida.  Su peligroso viaje (mayoritariamente a pie y por la noche) fue a través de Hungría, Austria, y finalmente a los Estados Unidos.
Después de 
llegar a los Estados Unidos en 1989 con Panait, Comăneci declaró que "Constantin me dijo que iba a vivir con su mujer y sus niños por poco tiempo. Nunca lo cuestioné." Su llegada inicialmente generó cierta impresión negativa, a raíz de que los medios de comunicación malinterpretaran su relación con Panait. Comăneci más tarde declaró en su memorias que su respuesta de "¿y qué?" al comentario de un reportero que Panait era casado, se debió a su pobre dominio de la lengua inglesa en ese tiempo: "Constantin se había ofrecido para ayudarme a escapar, y yo había aceptado. Supuse que su mujer sabía que iba a ayudar a un puñado  de rumanos a salir del país y que yo era uno de ellos. Pero por mi respuesta se consideró que yo era una rompe-hogares. Nada podía estar más lejos de la verdad. En retrospectiva, reconozco que había hecho una muy mala elección de palabras. Constantin pensó en convertirse en mi manager a nuestra llegada a los Estados Unidos. Supongo que simplemente acepté su interés en mi carrera futura como justa retribución por los riesgos que había asumido. La gente moría todos los días intentando desertar."
Durante aquel tiempo, "viejos amigos" como Béla Károlyi y Conner "se esforzaron para enterarse de mis planes. Intentaron contactarme por teléfono, pero Constantin no me pasaba sus mensajes." Cuando Conner leyó en el diario que estaba programada para aparecer en el "El Show de Pat Sajak" en enero de 1990, con Panait,  se preguntó "por qué será todavía imposible para cualquier amigo contactar" a Comăneci. Cuando trabajaron para Deportes de NBC como anfitriones durante la olimpiada anterior, el productor Michael Weisman (quién se había ido a CBS) lo contactó para preguntarle sobre la futura entrevista a Comăneci. Destacaron el "hecho de que ninguno de [sus] antiguos amigos había sido capaz de ver o hacer contacto" con Comăneci. Conner se preocupó (dada la mala prensa) de que había "algo que olía mal". Weisman podía
arreglar que Conner fuera una especie de anfitrión en el show si podía estar en Los Ángeles a las 5pm. A Conner le gustó la idea de sorprender a Comăneci: "estoy pensando que, si voy a estar en Sajak, también podría salir allí y decir, 'Hey, Nads,' " 
El avión de Conner llegó a Los Angeles a las  4:40pm y voló en helicóptero a los estudios de la CBS, aterrizando durante un corte comercial. Después de aparecer en el show, Conner le dio a Comăneci su número telefónico pero en ese tiempo Comăneci era "tímida y sospechaba de él [...] También noté que era abierto y sincero. Por un segundo,  estuve tentada de pedirle ayuda... Necesité superarme para encontrar una mejor vida personal. Bart me dijo más tarde que intentó llamarme después del espectáculo, pero Constantin nunca me dejó saber de sus llamadas." De la repentina aparición de Conner en el espectáculo, Comăneci más tarde comentó en sus memorias: "no había nada romántico... [Conner tenía sólo una] motivación. Su deseo era ayudar a una mujer joven que había conocido una vez y que era un ícono en el deporte compartido."
Más tarde en 1990, Alexandru Stefu (otro viejo amigo de Rumania) invitó a Comăneci y Panait a Montreal, Canadá, donde se quedó con su familia y con Béla Károlyi. Comăneci escribe en sus memorias que, después de llegar a Montreal, y "cuando finalmente tuvo oportunidad de encontrarme a solas, Alexandru me preguntó qué planeaba para el futuro. Le dije que pensaba quedarme en Montreal pero que todavía no le había mencionado la idea [a Panait] porque ya nos había reservado un vuelo de vuelta a Los Ángeles. Al día siguiente, Alexandru me invitó a conocer al director del estadio Olímpico, quien me dijo que podría hacer algunas exhibiciones para él [...] Cuando desperté a la mañana siguiente y fui abajo, Alexandru me dijo que [Panait] se había ido. Nunca volví a saber de él, pero espero que esté bien y le agradezco su ayuda. Me doy cuenta que nuestra relación empresarial pudo haber empañado mi nombre e imagen, pero yo pude huir de Rumania sin incidentes, y eso fue verdaderamente lo más importante. No tuve demasiado tiempo para preguntarme por qué [Panait] me había dejado, porque muy pronto después de su partida CNN me contactó."
Más tarde ese año, Conner viajó a Montreal para verla de nuevo, para entrevistarla para ABC. Unos cuantos meses después, Stefu sorprendió a Comăneci al invitar a Conner a su 29º cumpleaños, después de lo cual desarrollaron una amistad a larga distancia durante unos cuantos años. Cuando Stefu murió en un accidente de buceo durante el fin de semana de Día del Trabajo en 1991, Conner invitó a Comăneci a ir a Oklahoma para ayudarlo a dirigir una escuela de gimnasia.
Después de dejar Montreal y mudarse a Oklahoma, Comăneci se quedó en una habitación en la casa del entrenador gimnástico de Conner, Paul Ziert. Después, Ziert se convirtió en su manager. Ella y Conner fueron amigos durante mucho tiempo antes de que desarrollaran una relación, y solo cuatro años después se comprometieron. El 27 de abril de 1996 Conner y Comăneci se  casaron en una ceremonia en Bucarest, que fue televisada en vivo en toda Rumania. Su fiesta de bodas se realizó en el antiguo palacio presidencial. Algunos años más tarde, Comăneci recordó en una entrevista que la experiencia "era muy emocionante, no sólo por ver a mi madre sino a un país entero, que había dejado. Cuándo me casé en Bucarest, en la calle había 10.000 personas que ese día no habían ido a trabajar. Es emocionante ver cómo las personas se preocupan por uno." Conner y Comăneci tienen un hijo llamado Dylan Paul Conner quién nació el 3 de junio de 2006, en Ciudad de Oklahoma, Oklahoma.

## Libro
- Conner, Bart con Paul Ziert. Ganando el Oro. Warner Libros, 1985.